# Neommatocarcinus huttoni
Neommatocarcinus huttoni är en kräftdjursart som först beskrevs av Henri Filhol 1886.  Neommatocarcinus huttoni ingår i släktet Neommatocarcinus och familjen Goneplacidae. Inga underarter finns listade i Catalogue of Life.